# Lessing-Gymnasium Döbeln

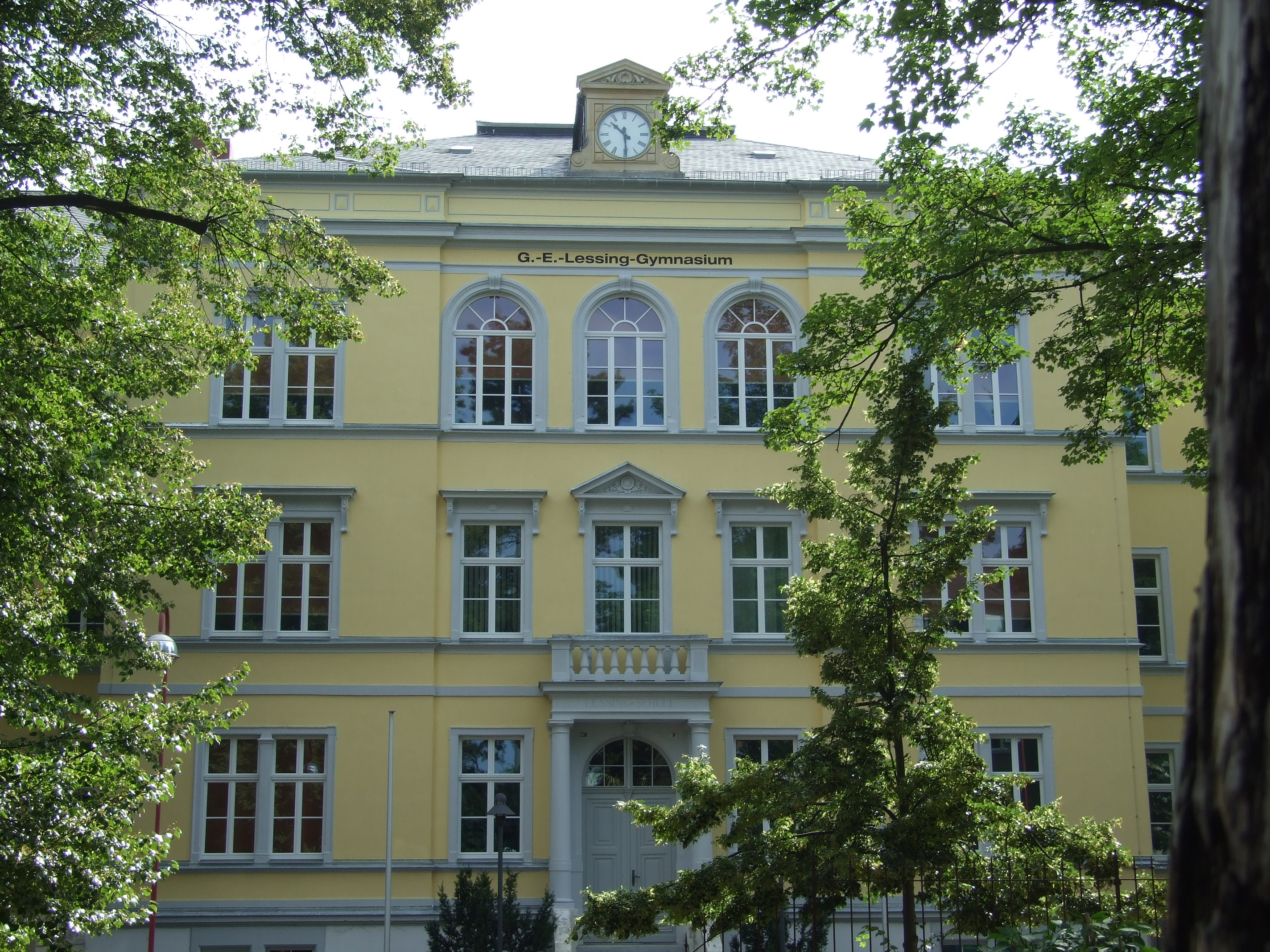
Hauptportal des Lessing-Gymnasiums Döbeln

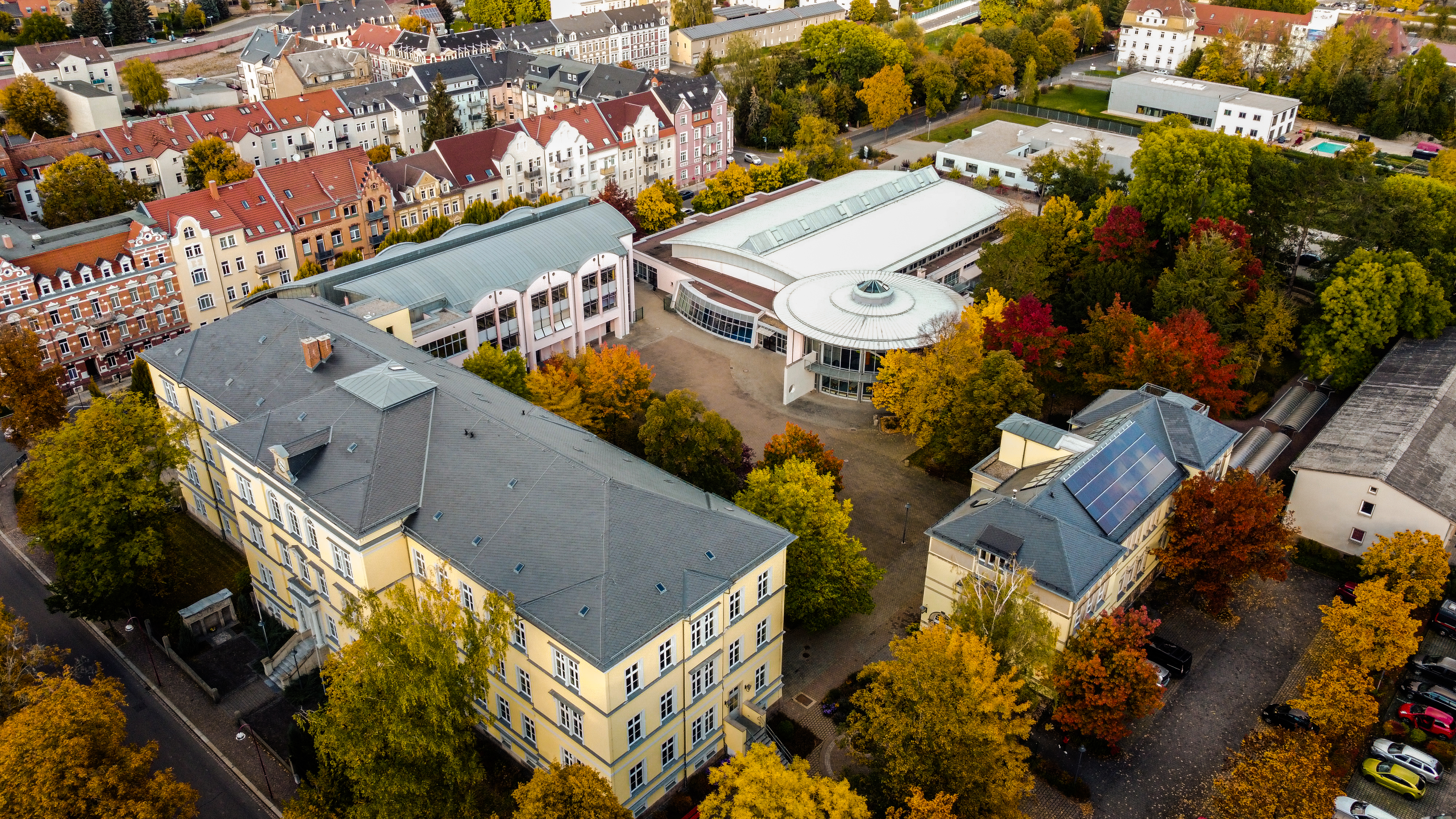
Luftaufnahme vom Hauptstandort des Gymnasiums, 2022

Das 1869 als Königliche Realschule gegründete Lessing-Gymnasium Döbeln (LGD) in Döbeln im sächsischen Landkreis Mittelsachsen ist eine Ganztagsschule mit offenem Angebot und eine Europaschule mit bilingualem Unterricht. Außerdem ist das Gymnasium eine „Smart School“ und „Digitale Schule“. 2023 unterrichten 59 Lehrer 773 Schüler an zwei Standorten.

## Geschichte

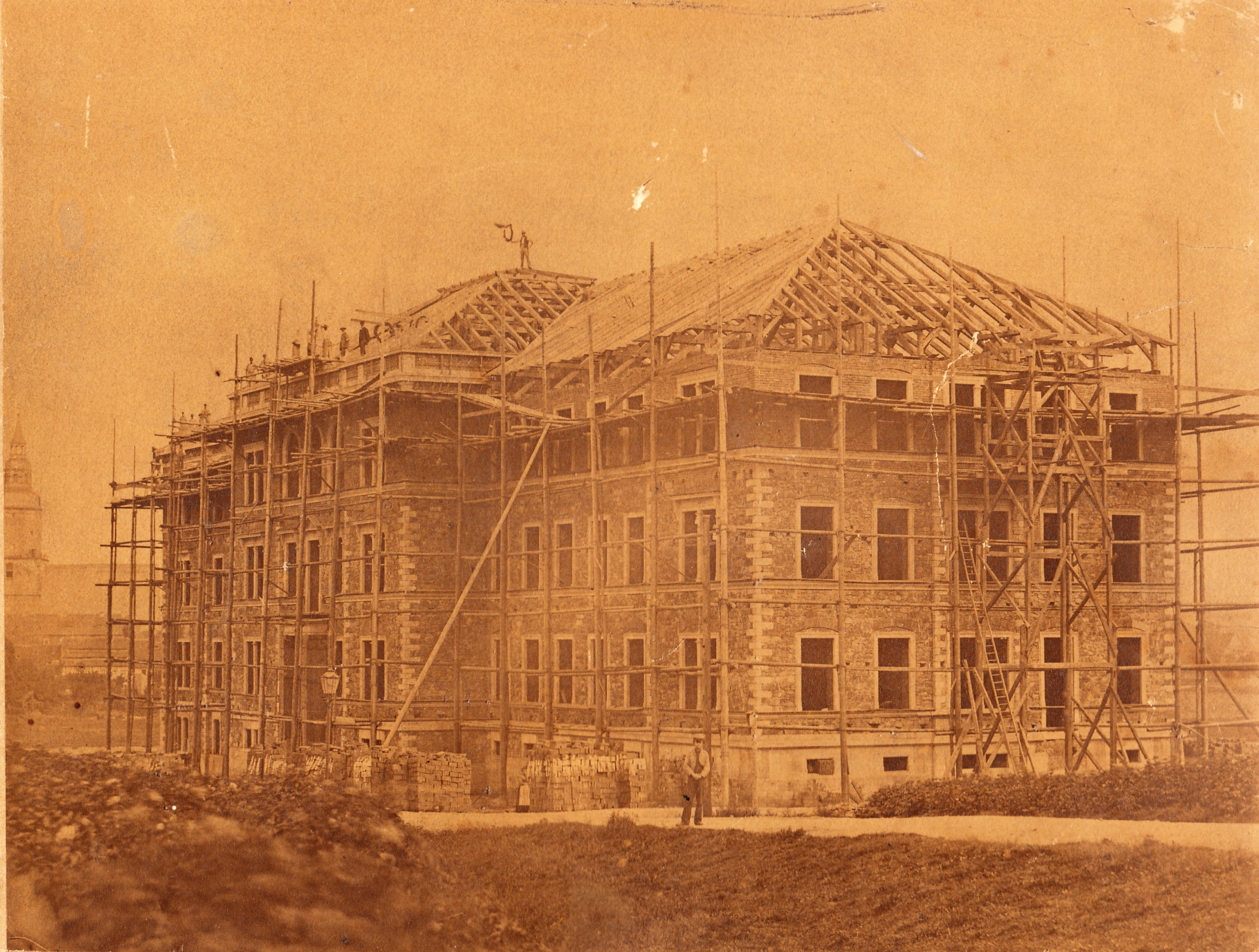
Richtfest am Hauptgebäude, 1870

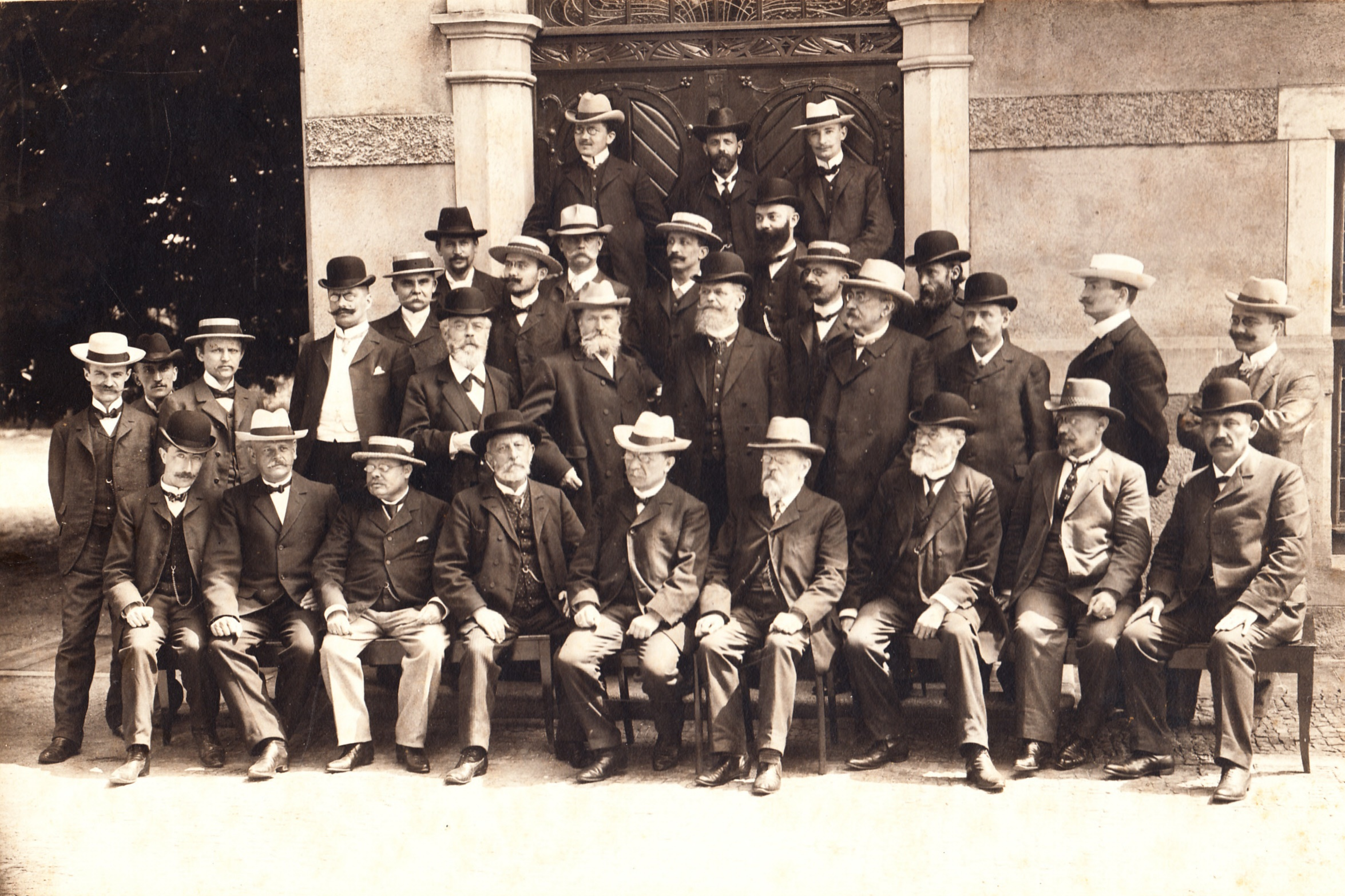
Lehrerkollegium um 1900

### Frühe Jahre
Am 27. Oktober 1868 erhielt die Stadt Döbeln vom „Sächsischen Cultusministerium“ die Erlaubnis zum Bau einer „Königlichen Realschule I. Ordnung mit landwirtschaftlicher Abteilung“. Am 12. April 1869 begann der Schulbetrieb mit 91 Schülern und fünf Lehrern in Sexta, Quinta und Quarta, erster Rektor war Eduard Stößner. Der Unterricht fand zunächst in der ebenfalls neu erbauten Bürgerschule auf dem Schloßberg statt, da am zukünftigen Standort noch gebaut wurde. Am 18. April 1871 wurde am „Weg zur Haltestelle“, der späteren Königsstraße, die neue Schule mit 180 Schülern eröffnet. Die Schule wurde als Doppelanstalt geführt. Neben dem Realschulzweig gab es landwirtschaftliche Klassen, in denen viele Kinder von Landwirten aus der Lommatzscher Pflege unterrichtet wurden. Nach dem Hauptgebäude wurden bis 1898 eine Turnhalle, ein Gebäude mit landwirtschaftlichem Laboratorium und Tenne und ein Laborgebäude für den naturwissenschaftlichen Unterricht errichtet.
Die erste Maturitätsprüfung fand 1874 statt, im selben Jahr wurde die Schule in den Rang eines „Königlichen Realgymnasiums mit Landwirtschaftsschule“ erhoben. In 9 Klassen wurden 145 Gymnasiasten und 58 Landwirtschaftsschüler unterrichtet, auswärtige Schüler wurden in Pensionen untergebracht.
Am Ende des 19. Jahrhunderts wurden zahlreiche Schülervereine gegründet, eine 1911 gebildete Wandervogelgruppe der Schule organisierte Fahrten in die Lüneburger Heide, nach Regensburg und Passau, an die Ostsee und bis nach Ostpreußen. Die Ortsgruppe besaß im Striegistal ein Landheim. Die 1909 gegründete „Freie Vereinigung ehemaliger Schüler“ organisierte größere Absolvententreffen und Jubiläumsfeierlichkeiten. Die 1907 vorgenommene Aufteilung der Schüler in einen sprachlich-historischen und einen mathematisch-naturwissenschaftlichen Zweig hatte lange Bestand.
Schon seit 1904 gab es einen Ministerialbeschluss, der Mädchen an höheren Schulen zuließ. Während des Ersten Weltkriegs wurden Notreifeprüfungen angesetzt. Mindestens 177 ehemalige Schüler starben im Krieg.

### Weimarer Republik
Die Feiern zum 50-jährigen Schuljubiläum 1919 fanden unter großer Anteilnahme der Bevölkerung statt (1600 Gäste). Vor der Schule wurde das von Hempel aus Dresden entworfene Gefallenendenkmal eingeweiht, das als einziges dieser Art in Döbeln erhalten geblieben ist. Eine Gedenkmedaille und eine Festschrift wurden herausgegeben. Im Festjahr gründete man einen Turnverein und 1920 einen Verein für Leibesübungen. Turn-, Spiel- und Sportfeste waren Höhepunkte im Schuljahr und wurden teilweise auf dem Schulhof durchgeführt. Sie endeten meist mit einem Marsch durch die Stadt. Erstmals wurde ein Elternrat gebildet.
Von 1927 bis 1934 unternahmen Schülergruppen regelmäßig Exkursionen. Sprachlehrer hielten sich zu Sprachstudien in England, Irland, der französischen Schweiz und in der Provence auf. Die musische Bildung hatte einen hohen Stellenwert. So wurde zum Beispiel 1929 mit Schulchor und Schulorchester in der Aula das Händel-Oratorium Judas Maccabaeus aufgeführt.

### Zeit des Nationalsozialismus und Zweiter Weltkrieg

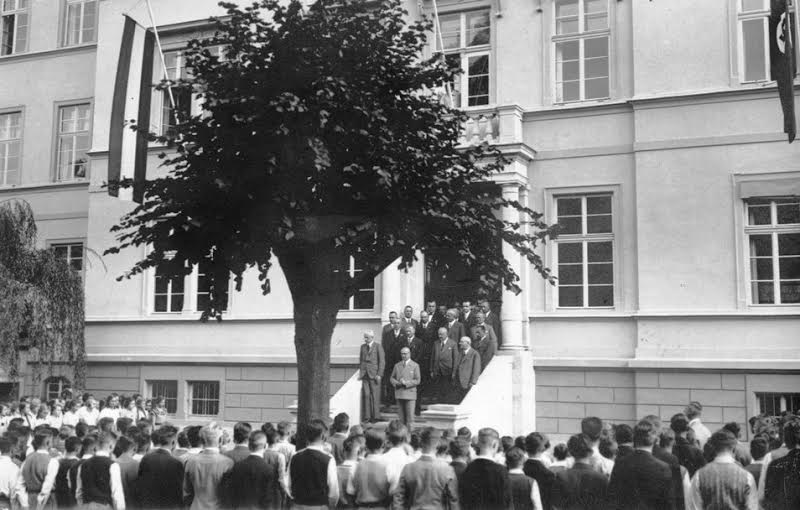
Morgenappell der Schülerschaft des Staatsrealgymnasiums Döbeln

Während der Zeit des Nationalsozialismus versuchten viele Lehrer, ihren Schülern trotz der nationalsozialistischen Gleichschaltungspolitik humanistische Werte zu vermitteln. Jedoch wurde der Schulalltag immer mehr durch die nationalsozialistische Ideologie geprägt. Wochenappelle fanden statt, wo politische Reden gehalten wurden. 1936 war die Schülerschaft fast durchgängig in der Hitlerjugend organisiert.
Die Schule wurde 1938 in „Staatliche Oberschule für Jungen und Staatliche Höhere Landwirtschaftsschule zu Döbeln“ umbenannt. 1940 löste man nach 62 Jahren die Landwirtschaftsschule in Döbeln auf. 1941 meldeten sich erste Schüler freiwillig zum Kriegsdienst und absolvierten ein Notabitur. Die Durchführung des Unterrichts war nur noch mit Einschränkungen möglich. Der Rektor und einige Lehrer wurden zum Kriegsdienst eingezogen, 1943 wurden Schüler der 6. und 7. Klassen (das wären die heutigen 10. und 11. Klassen) als Luftwaffenhelfer nach Berlin notdienstverpflichtet. Die in Döbeln verbliebenen Schüler setzte man als Helfer beim Bahnhofsdienst ein. Ein geordneter Unterricht war kaum noch möglich. Im letzten Kriegsjahr besuchten 523 Schüler die Schule (350 Jungen, 173 Mädchen). Mindestens 210 namentlich bekannte ehemalige Schüler und Lehrer starben im Zweiten Weltkrieg.

### Nachkriegszeit
Am 2. Oktober 1945 wurde unter sowjetischer Besatzung der Unterricht wieder aufgenommen. Fast alle ehemaligen Lehrer wurden im Rahmen der Entnazifizierung entlassen und durch Neulehrer ersetzt. Das Gesetz zur Demokratisierung der deutschen Schule war die rechtliche Basis der Umformung des Schulsystems in der Sowjetischen Besatzungszone (SBZ). Eine auf acht Jahre ausgelegte Einheitsschule nach sowjetischem Vorbild wurde für alle Schüler verbindlich. Das gegliederte Schulsystem war damit abgeschafft. Als weiterführende Schule richtete man die Oberschule ein, die in vier Jahren zur Hochschulreife führen sollte. Im Oktober 1947 wurde die Schule in „Lessing-Oberschule“ umbenannt.

### Die Schule in der DDR

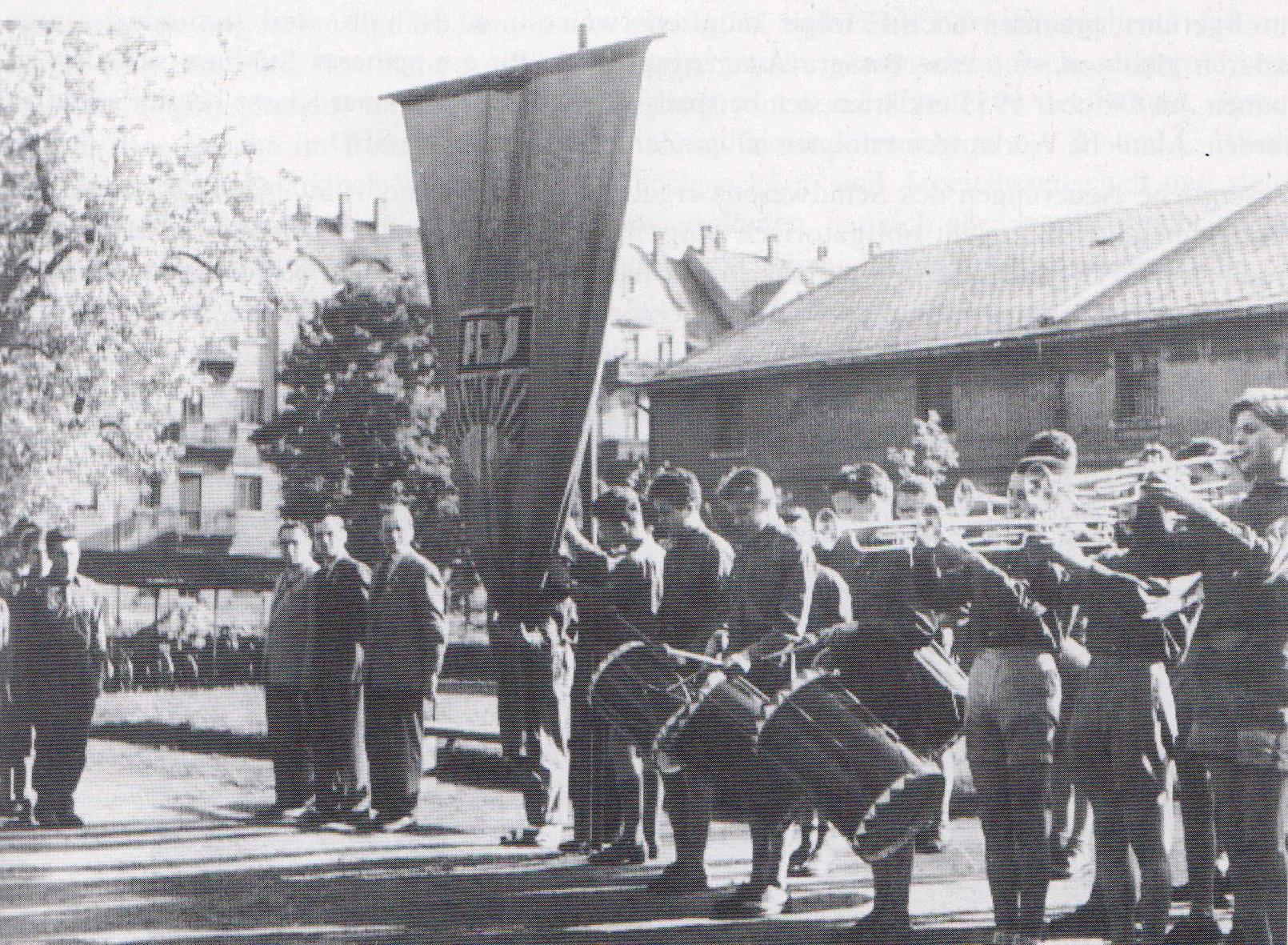
Fahnenappell auf dem Schulhof, 1953

1949, im Jahr der Gründung der DDR, hofften viele noch auf eine demokratische Schule, die für alle offen ist. Schüler der zwölften Klasse nahmen am Bau der Wasserleitung für das Stahl- und Walzwerk „Maxhütte“ im thüringischen Unterwellenborn teil.
Die sozialistische Umgestaltung der Schule schritt voran. 1950 gehörten schon 89 % der Schüler der Freien Deutschen Jugend an. Ein Jahr später wurde zur Begrüßung der Schüler am Beginn der Stunde der Gruß „Freundschaft“ verordnet. Appelle der FDJ-Grundorganisation auf dem Schulhof gehörten zum Alltag. Zur Unterbringung auswärtiger Schüler wurden 1950/51 räumlichen Veränderungen im Haupthaus vorgenommen, zeitweise wohnten bis zu 50 Schüler im Internat.
1958 wurde der polytechnische Unterricht eingeführt, die Oberschulen in der DDR wurden 1959 in Erweiterte Oberschulen umbenannt. Die „Erweiterte Lessing-Oberschule Döbeln“ bot den A-Zweig als neusprachliche Vertiefung für moderne Fremdsprachen mit erweitertem Russisch-Unterricht und den B-Zweig als mathematisch-naturwissenschaftliche Vertiefung an. In den 1960er Jahren wurde der Besuch der EOS mit einer Berufsausbildung gekoppelt. Diese Struktur wurde 1967 wieder geändert, für die Klassen 11 und 12 führte man das Fach Wissenschaftlich-praktische Arbeit (WPA) ein.
Zum 100-jährigen Schuljubiläum fand eine offizielle Veranstaltung im Kreiskulturhaus Döbeln statt. Ehemalige Döbelner Gymnasiasten in der Bundesrepublik feierten im Frankfurter Palmengarten. Es erschienen zwei Festschriften, eine in der DDR, eine in Westdeutschland und eine Gedenkmedaille wurde geprägt.
Anlässlich der 9. Wissenschaftstage an der Erweiterten Lessingoberschule fand 1977 die Übergabe des Heinrich-Greif-Ehrenhaines auf dem Schulgelände statt. Heinrich Greif hatte Jahrzehnte zuvor die Schule besucht. Der Kalte Krieg bestimmte immer mehr den schulischen Alltag: Wehrkundeunterricht und vormilitärische Ausbildung im Rahmen der Gesellschaft für Sport und Technik (GST) wurden verpflichtende Ausbildungsbestandteile.
Ab 1984 wechselten die künftigen Abiturienten erst nach dem Abschluss der 10. Klasse der POS auf die EOS und besuchten sie nur noch zwei Jahre. Die Erweiterte Lessing Oberschule war nach der Auflösung der „Erweiterten Fučik-Oberschule“ Waldheim die einzige EOS im Kreis Döbeln.
Trotz aller staatlicher Reglementierung blieb die Schule ein lebendiger Ort. 1987 organisierten 16 Schüler der 12. Klasse das Borchert-Projekt. Im April 1987 wurde es in der Aula, am 3. August 1987 im Döbelner Theater aufgeführt.

### Nach der Wende

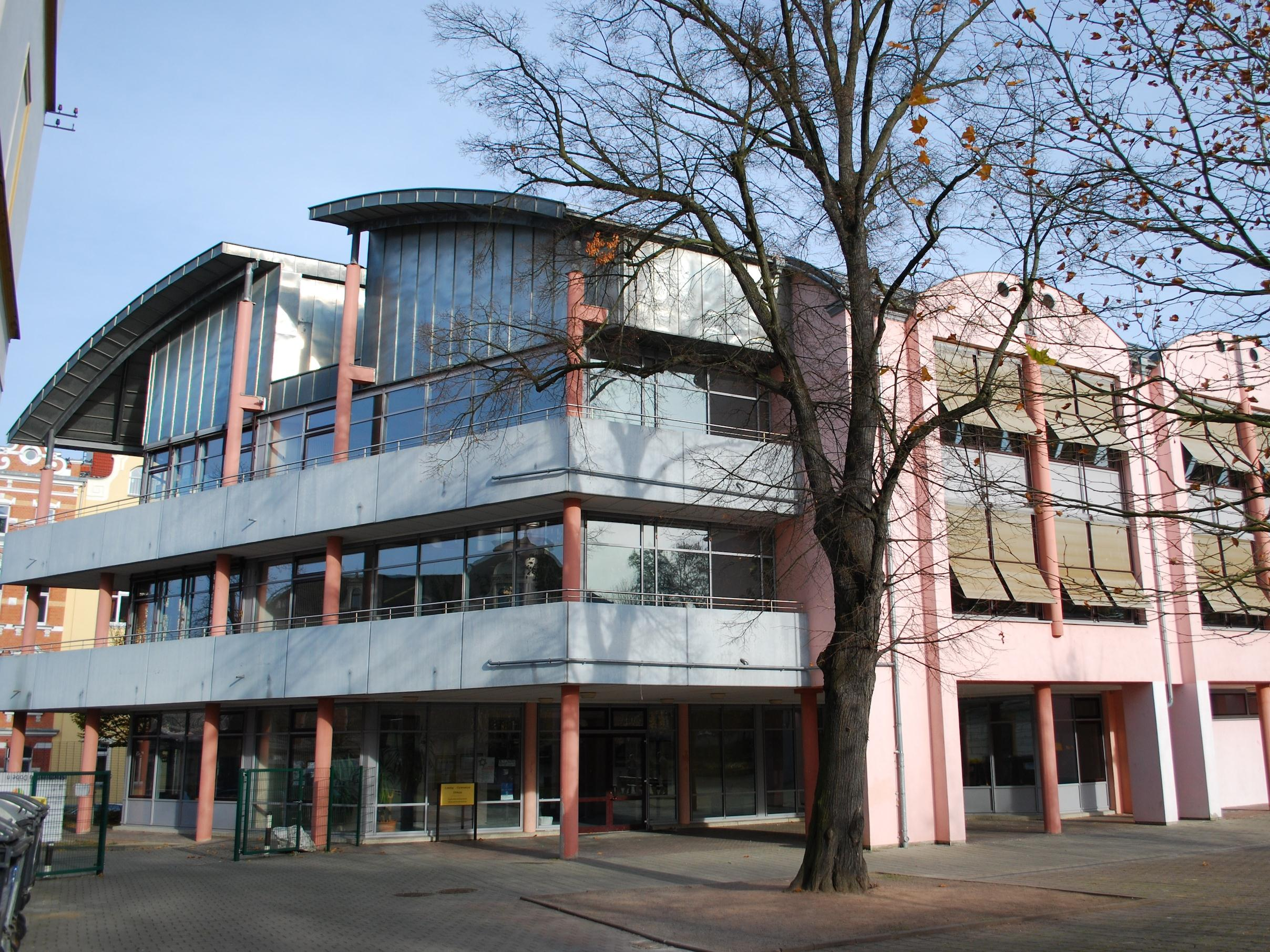
Naturwissenschaftlicher Erweiterungsbau

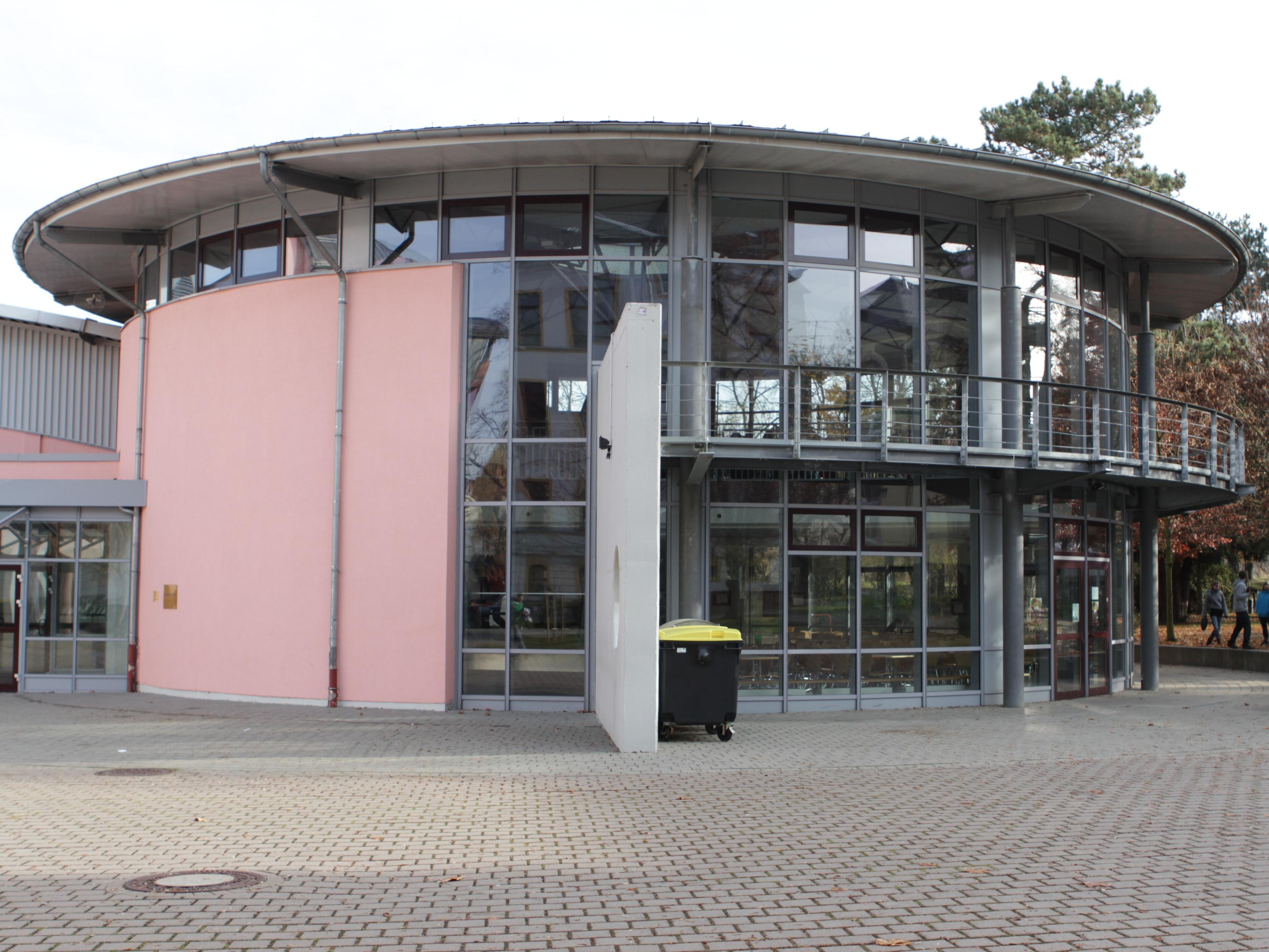
Rundbau für Mensa und Schulklub

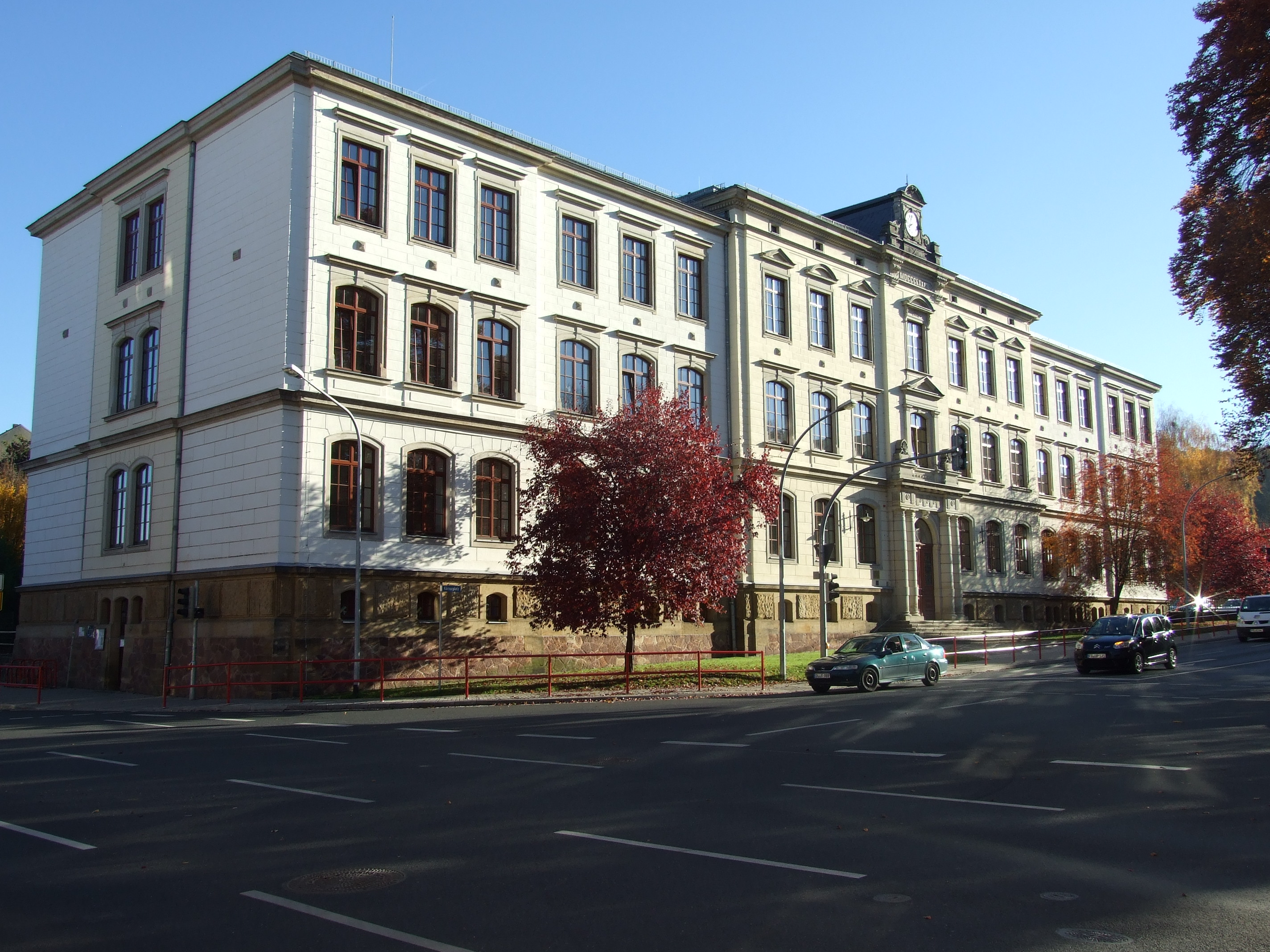
Körnerplatzschule

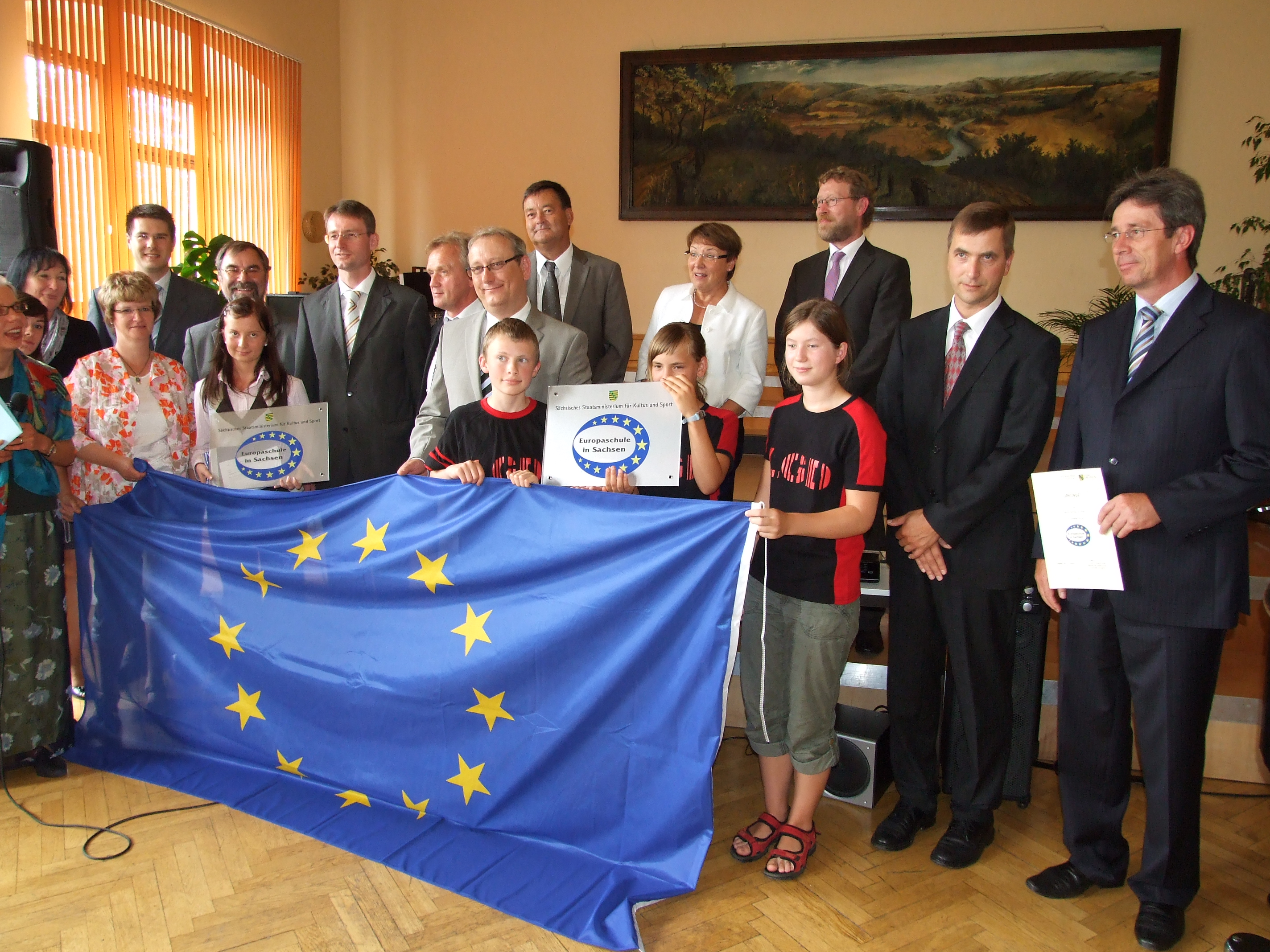
Festakt in der Aula: das Lessing-Gymnasium wird Europaschule.

Im Rahmen von Reformen nach der Wende wurden die Klassenstufen 9 und 10 wieder einführt und umfangreiche inhaltliche und strukturelle Veränderungen vorgenommen. Es entstand eine Schulpartnerschaft mit dem Geschwister-Scholl-Gymnasium Unna, das 1991 mit dem Musical Hair in Döbeln gastierte.
Am 14. März 1991 wurde der „Verein ehemaliger Realgymnasiasten und Lessing-Oberschüler Döbeln“ e.V. gegründet, der sich in den Folgejahren als Traditions- und Förderverein des Gymnasiums etablierte. Ab dem Schuljahr 1992/93 war das „Lessing-Gymnasium Döbeln“ wieder ein voll ausgebautes Gymnasium mit den Klassenstufen 5 bis 12. Der Unterricht der Klassenstufen 5 bis 8 erfolgte in der ehemaligen POS „W.I. Lenin“ in Döbeln-Ost, die nun als Außenstelle des Gymnasiums geführt wurde. Die Klassenstufen 8 bis 12 wurden am Hauptstandort in der Straße des Friedens unterrichtet. Im Schuljahr 1993/94 besuchten 1399 Schüler das Lessing-Gymnasium. So viele waren es davor und auch danach nicht mehr.
Ab 1993 fanden umfangreiche bauliche Erweiterungen am Hauptstandort statt: 1993–1995 Naturwissenschaftlichen Erweiterungsbau, 1995–1996 Stadtsporthalle mit Mensa. Der Förderverein initiierte eine Schulbibliothek und ein Schulmuseum. Im Rahmen der Feierlichkeiten zum 125-jährigen Schuljubiläum wurde zur Erinnerung an die Opfer von Willkür, Gewalt und Krieg vor dem Hauptportal ein Denkmal eingeweiht.
1993 begann eine Schulpartnerschaft mit Seattle (USA). Außerdem wurde die Lessing-Band gegründet und das Mittelsächsische Hallenfußballturnier der Gymnasien ins Leben gerufen. 2000 startete der 1. „Lauf mit Herz“, der sich zum größten Benefizlauf der Region entwickelte. 2001 begann ein Schüleraustausch mit Moskau, 2002 eine Schulpartnerschaft mit Évron in Frankreich. 2003 erhielt die Schule die Auszeichnung „Schule ohne Rassismus, Schule mit Courage“.
Wechselnde Schülerzahlen führen dazu, dass Außenstellen geschlossen und wiedereröffnet wurden. Von 1992 bis 2003 diente die ehemalige Lenin-Schule in Döbeln-Ost als Außenstelle des Gymnasiums. Einige Jahre konnten alle Schüler am Hauptstandort unterrichtet werden. Seit dem Schuljahr 2010/11 nutzt man mit der Körnerplatzschule erneut eine Außenstelle für die 5. und 6. Klassen. 2009 begannen umfangreiche Sanierungsarbeiten am Hauptstandort. 2009/10 wurde das alte Laborgebäude zu einem modernen Gebäude besonders für den Musik- und Kunstunterricht umgestaltet, eine Sanierung des Hauptgebäudes erfolgte von  2013 bis 2015.
Mit Schulen in Ústí nad Labem und Vyškov wurden deutsch-tschechische Begegnungen organisiert. Die Schule wurde 2010 zur  „Europaschule in Sachsen“. 2018 erhielt das Gymnasium durch den Bundesverband Bitkom der Titel „Smart school“ und 2019 wurde es eine „Digitale Schule“.

### Schulnamen
- 1869–1878 Königliche Realschule I. Ordnung und landwirtschaftliche Abteilung
- 1878–1884 Königliche Realschule I. Ordnung und Landwirtschaftsschule
- 1884–1898 Königliches Realgymnasium und Landwirtschaftsschule
- 1898–1918 Königliches Realgymnasium und Höhere Landwirtschaftsschule
- 1918–1938 Staatsrealgymnasium mit Höherer Landwirtschaftsschule (bis 1940)
- 1938–1947 Staatliche Oberschule für Jungen
- 1947–1959 Lessing-Oberschule
- 1959–1992 Erweiterte Lessing-Oberschule Döbeln
- seit 1992 Lessing-Gymnasium Döbeln[6]

### Architektur und Gebäude
Standorte des Lessing-Gymnasium sind der Körnerplatz und die Straße des Friedens. Die Körnerplatzschule wurde im klassizistischen Stil errichtet und im Jahr 1891 als Bürgerschule eröffnet. Die Schulgebäude an der Straße des Friedens wurden in der Gründungszeit der Schule und in den 1990er Jahren errichtet.

## Angebote und Profile
Es werden je nach Jahrgangsstufen die Fremdsprachen Englisch, Französisch, Russisch, Latein und Spanisch angeboten. Jeweils eine Klasse pro Jahrgang wird bilingual (Englisch) unterrichtet. Zudem hat die Schule ein naturwissenschaftliches, ein sprachliches und ein medienwissenschaftliches Profil. Außerdem werden ein Wahlgrundkurs in Jüdischer Geschichte und Kultur sowie ein bilingualer Wahlgrundkurs in Englischer Geschichte angeboten. Das Internetprojekt des Kurses zum Judentum wurde mehrfach ausgezeichnet und ist eine der umfangreichsten Seiten zum Thema in deutscher Sprache.
Das Gymnasium ist eine Ganztagsschule mit einem offenen Angebot. Die Schule pflegt den fächerverbindenden Unterricht und fördert so das interdisziplinäre Lernen. Es gibt zahlreiche medienintegrative Projekte und es werden Konzepte des digitalen Lernens erprobt.
Zahlreiche Veranstaltungen und Projekte gehören zur schulischen Tradition. Die Schule öffnet sich der Unterrichtung von Schülern mit sonderpädagogischem Förderbedarf und integriert Schüler aus zwei Vorbereitungsklassen, die Deutsch als Zweitsprache lernen. Die Arbeit der Lehrer wird durch eine Sozialpädagogin unterstützt.

## Partnerschulen
- Geschwister-Scholl-Gymnasium Unna (NRW)
- Sacré-Coeur, Evron (Frankreich)[24]
- Gymnázium Vyskov (Tschechische Republik)[25]
- Základní Skola, Ústí nad Labem (Tschechische Republik)[26]

## Öffentlichkeitsarbeit
Die Schule wird durch einen Traditions- und Förderverein mit über 500 Mitgliedern unterstützt. Der Verein gestaltete im Hauptgebäude ein Schulmuseum, in dem unterschiedliche Aspekte der Schulgeschichte dokumentiert sind. Alle zwei Jahre veröffentlicht die Schule ein Jahrbuch, zudem gelegentlich Festschriften.

## Auszeichnungen
- Schule mit Idee, 2000
- Gesunde Schule 2006/2009
- Sportfreundliche Schule, 2010, 2022
- Europaschule, 2010, 2018
- Partnerschule Institut français Leipzig
- Smart School, 2018
- Digitale Schule 2019, 2022
- MINT-freundliche Schule, 2023
- Sächsischer Schulpreis in der Kategorie „Kultur der Digitalität“, 2024

## Persönlichkeiten

### Schulleiter
- 1869–1889 Eduard Stößner
- 1889–1908 Richard Rühlmann
- 1909–1917 Curt Schmidt
- 1917–1920 Rudolf Overbeck
- 1921–1938 Alfred Roedel
- 1938–1942 Gottfried Klemm
- 1944–1945 Eduard Lehmann
- 1946–1953 Walter Pirrenz
- 1953–1955 Gerhard Hasse
- 1955–1974 Karl Sandner
- 1974–1979 Helmut Paul
- 1979–1990 Norbert Giersch
- 1990–2001 Konrad Kindermann
- 2001–2005 Margrit Heinz
- 2005–2008 Bernd Lautenschläger
- 2008–2010 Matthias Müller
- 2010–2011 Gerd Becker
- seit 2011 Michael Höhme

### Bekannte Schüler (Auswahl)
- Carl-August Clemen (1857–1947), Industrieller, Besitzer der Döbelner Schokoladenfabrik, Stadtverordnetenvorsteher
- Oskar Thiergen (1856–1913), Professor am Kadettenkorps, Hofrat in Dresden, Prinzenerzieher
- Hans Lindenhayn (1878–1970), Chemiker und Unternehmer
- Werner Böhme (1902–1973), Mediziner und Hochschullehrer
- Richard Müller (1903–1999), Chemiker, gilt als „Vater der Silikone“
- Werner Gruner (1904–1995), Maschinenbauingenieur und Blechbearbeitungsspezialist, Rektor der TU Dresden 1958–1961
- Heinrich Greif (1907–1946), deutscher Schauspieler
- Gerhard Kurt Winkler (* 1924), Wirtschaftswissenschaftler, Rektor Universität Leipzig 1969–1975
- Jürgen Teller (1926–1999), Philosoph, Germanist und Verlagslektor
- Heinz Werner Höber (1931–1996), Kriminalschriftsteller, Verfasser von über 250 Jerry-Cotton-Romanen
- Peter Fischer (1932–1997), Präsident des Statistischen Landesamtes Sachsen, Landeswahlleiter
- Fritz Hennenberg (* 1932), Musikwissenschaftler und Dramaturg
- Hannelore Kohl (1933–2001), Ehefrau des ehemaligen Bundeskanzlers Helmut Kohl
- Helmut Hanschmann (1934–2006), Zehnmaliger DDR-Meister im Tischtennis
- Christian Wegerdt (* 1934), Direktor am Institut für Materialforschung und Anwendungstechnik GmbH Dresden-Klotzsche
- Fritz Mierau (1934–2018), Slawist, Literaturwissenschaftler, Übersetzer, Essayist und Herausgeber
- Harald Bretschneider (* 1942), evangelischer Pfarrer, aktiv in der kirchlichen Friedensbewegung der DDR, Oberlandeskirchenrat
- Gert Wanka (* 1951), Professor für Angewandte Mathematik
- Henning Homann (* 1979), Politiker, MdL, Generalsekretär der SPD Sachsen, Vorsitzender der SPD-Landtagsfraktion Sachsen

### Bekannte Lehrer (Auswahl)
- Karl Friedrich Gustav Hey (1847–1916), Slawist, Ortsnamen- und Siedlungsforscher
- Otto-Emil Reinhold (1864–1950), bedeutender Chronist der Region, verfasste das „Geschichtliche Heimatbuch des Bezirkes Döbeln“
- Reinhold Herrmann (1886–1953), Naturforscher, Lehrer und Chronist, Naturschutzbeauftragter der damaligen Amtshauptmannschaft Döbeln und nach dem Krieg auch verantwortlich für den Wiederaufbau des Stadtmuseums Döbeln
- Johannes Hertel (1872–1955), Professor der Indologie an der Universität Leipzig
- Arthur Pfeifer (1884–1976), Schulreformer, Mitbegründer der Volkshochschulen in Sachsen und Thüringen